# Deutsche Botschaft Eriwan

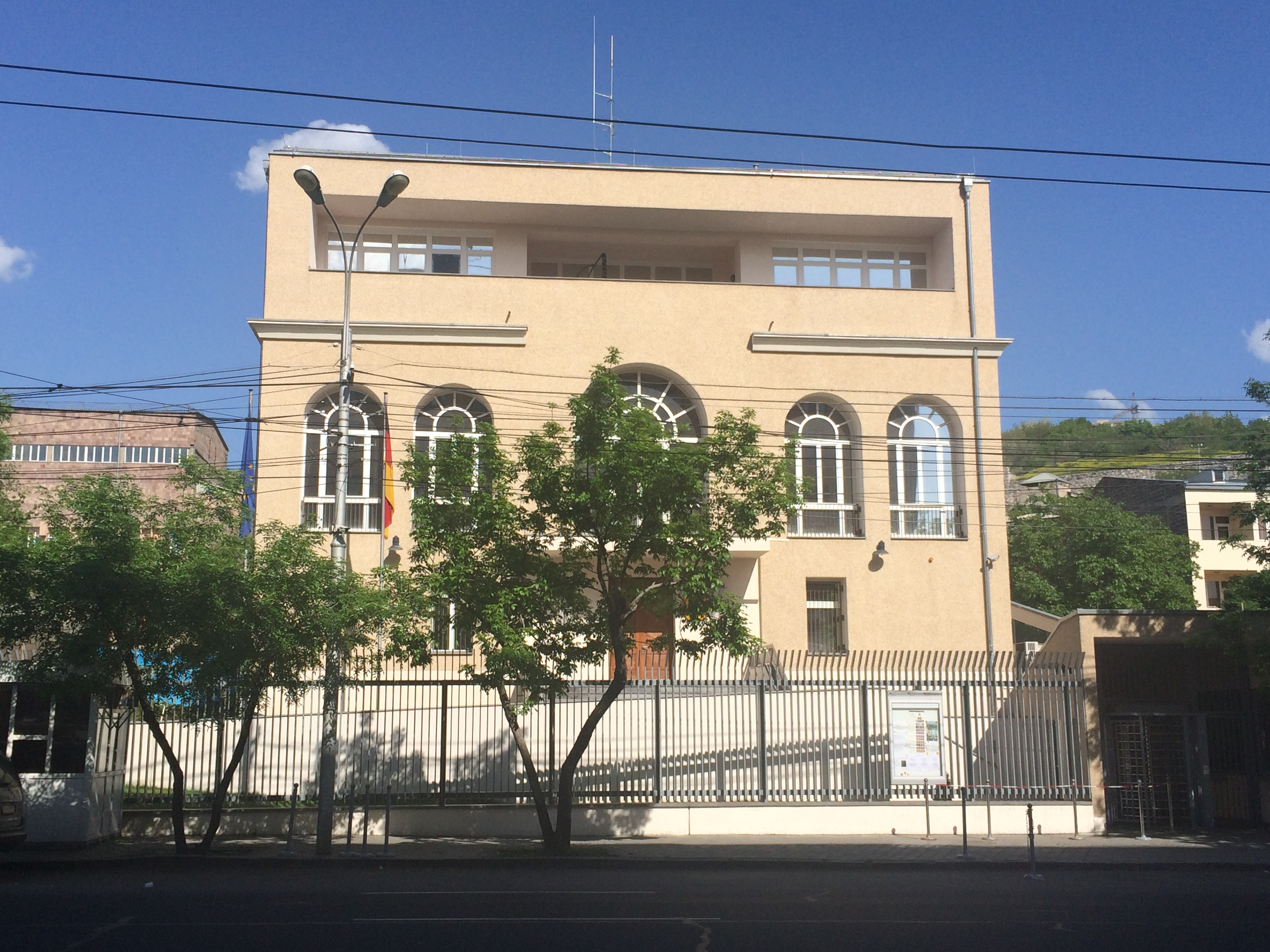
Das Botschaftsgebäude (2015)

Die Deutsche Botschaft Eriwan (es wird auch von Jerewan oder Yerevan gesprochen) ist die diplomatische Vertretung der Bundesrepublik Deutschland in der Republik Armenien.

## Lage und Gebäude
Das Kanzleigebäude der Botschaft liegt im Ostteil des Stadtzentrums von Eriwan im Distrikt Kentron, Stadtviertel Aygestan. Die Straßenanschrift lautet: Charentsstraße 29, 0025 Eriwan.
Benachbart ist der Sitz des amerikanischen Friedenscorps in Armenien; die Staatliche Universität Jerewan liegt in der Nähe. Das armenische Außenministerium liegt 2,5 Kilometer westlich und ist in der Regel in 15 Minuten erreichbar. Zum 15 Kilometer westlich gelegenen Flughafen Eriwan ist eine Fahrtzeit von einer Dreiviertelstunde anzusetzen.
Die Gebäude in der bundeseigenen Liegenschaft wurden in den Jahren 2011 bis 2013 gegen die Auswirkungen von Erdbeben ertüchtigt, wobei 1480 Tonnen Stahl für die Errichtung einer Gebäudehülle aus Stahlbeton eingesetzt wurden. Im Zuge dieser Baumaßnahme wurde auch der Brandschutz verbessert, ein Pförtnergebäude errichtet sowie der An- und Neubau von Garagen durchgeführt. Für die Jahre 2022/2023 wurde die Vergabe von Leistungen zur Steigerung der materiellen Sicherheit der Liegenschaft ausgeschrieben.

## Auftrag und Organisation
Die Deutsche Botschaft Eriwan hat den Auftrag, die deutsch-armenischen Beziehungen zu pflegen, die deutschen Interessen gegenüber der Regierung von Armenien zu vertreten und die Bundesregierung über Entwicklungen in Armenien zu unterrichten.
In der Botschaft werden die Sachgebiete Politik, Wirtschaft, Kultur und Bildung sowie Entwicklungszusammenarbeit bearbeitet. Deutschland ist eines der wichtigsten Geberländer von finanziellen Mitteln, wobei die Bereiche Umwelt und Energie, nachhaltige Wirtschaftsentwicklung sowie Demokratie, Zivilgesellschaft und öffentliche Verwaltung im Vordergrund stehen.
Das Referat für Rechts- und Konsularangelegenheiten der Botschaft betreut ganz Armenien als konsularischen Amtsbezirk. Es bietet konsularische Dienstleistungen für im Land ansässige deutsche Staatsangehörige an. Die Visastelle des Referats stellt Visa für armenische Staatsangehörige aus.
In Gjumri ist ein Honorarkonsul der Bundesrepublik Deutschland mit Zuständigkeit für die Provinzen Schirak und Lori bestellt und ansässig.

## Geschichte
Nach dem Zerfall der Sowjetunion erlangte die Republik Armenien am 21. September 1991 wieder ihre Unabhängigkeit. Diplomatische Beziehungen wurden am 28. Februar 1992 aufgenommen. Die Bundesrepublik Deutschland eröffnete am 1. Dezember 1992 ihre Botschaft in Eriwan.